# Frondipedia
Frondipedia is een kevergeslacht uit de familie van de boktorren (Cerambycidae). De wetenschappelijke naam van het geslacht werd voor het eerst geldig gepubliceerd in 1984 door Martins & Napp.

## Soorten
Frondipedia is monotypisch en omvat slechts de volgende soort:
- Frondipedia charma Martins & Napp, 1984